# كيم تاي-سول
كيم تاي-سول (الكورية: 김태술) مواليد 13 أغسطس 1984، هو لاعب كرة سلة كوري جنوبي يلعب في الدوري الكوري لكرة السلة ويحمل الرقم 7. يبلغ طوله 5 قدم 11 بوصة (1.8 م).

## الميداليات
| الميدالية | المسابقة                       |
| --------- | ------------------------------ |
| برونزية   | بطولة أمم آسيا لكرة السلة 2013 |

## روابط خارجية
- كيم تاي-سول على موقع الاتحاد الدولي لكرة السلة (الإنجليزية)
- كيم تاي-سول على موقع كرة السلة الأوروبية.كوم (الإنجليزية)
- كيم تاي-سول على موقع ريلجم (الإنجليزية)
- كيم تاي-سول على موقع سبورتس رفرنس (الإنجليزية)